# Freocorus
Freocorus is een kevergeslacht uit de familie van de boktorren (Cerambycidae). De wetenschappelijke naam van het geslacht werd voor het eerst geldig gepubliceerd in 1955 door Hunt & Breuning.

## Soorten
Freocorus is monotypisch en omvat slechts de volgende soort:
- Freocorus turgidus Hunt & Breuning, 1955